# Prohibice v Kanadě
Prohibice v Kanadě je pokus z konce 19. století zakázat prodej a distribuci alkoholu v Kanadě. Svůj vrchol prohibice dosáhla ve 20. letech 20. století, když byl na základě referenda v provinciích zakázán veškerý dovoz alkoholu ze zahraničí.

## Vznik prohibice
Některé legislativní kroky na zamezení prodeje alkoholu se udály už v 19. století. Zákon z roku 1864 umožnil jednotlivým okresům zakázat prodej alkoholu, pokud se pro zákaz vysloví většina obyvatel.
Mezi největší organizace podporující zákaz prodeje alkoholu patřili Dominion Alliance for the Total Suppression of the Liquore Traffic a Women's Christian Temperance Union. 
V roce 1898 se uskutečnilo nezávazné federální referendum s účastí 44 % obyvatel. Z nich 51,3 % hlasovalo pro zákaz alkoholu a 48,7 % proti. Hlasy pro zákaz byly ve všech provinciích většinové s výjimkou Quebecu, kde se 81,1 % vyslovilo proti prohibici. I přes většinový souhlas vláda premiéra Wilfrida Lauriera rozhodla, s ohledem na silný nesouhlas v Quebecu, nenavrhnout federální zákon zavádějící prohibici.
Prohibice se postupně zaváděla během prvních 20 let 20. století díky schváleným zákonům parlamenty jednotlivých provincií. Ostrov prince Edwarda byl první provincií, která zavedla prohibici v roce 1900. V Albertě a Ontáriu začala prohibice v roce 1916. V Quebecu roku 1918 schválil parlament zákon, podle něhož v provincii měla prohibice začít platit od roku 1919 až do konce první světové války. Protože válka skončila v roce 1918, prohibice v Quebecu nikdy nenabyla platnosti.
Po skončení války začaly jednotlivé provincie rušit prohibiční zákony. Quebec byl první, když zrušil zákon o prohibici už v roce 1920. Poslední zrušil prohibici Ostrov prince Edwarda v roce 1948. V Albertě a Saskatchewanu skončila v roce 1924 po tom, co se zjistilo, že je v praxi neuplatnitelná.
Po zjištění, že lidem se nedá zakázat pít alkohol, přívrženci zákazu alkoholu úspěšně tlačili na federální vládu a vlády v provinciích, aby zdvihly ceny alkoholu do takové výšky, jak to jen bude možné a zavedly přísnou kontrolu prodeje alkoholických nápojů.